# Jarmila Wolfe
Jarmila Wolfe, geschiedene Groth (* 26. April 1987 als Jarmila Gajdošová in Bratislava, Tschechoslowakei), ist eine ehemalige australische Tennisspielerin. Sie spielte bis 2009 für die Slowakei, anschließend trat sie für Australien an.

## Leben
Die gebürtige Tschechoslowakin heiratete im Februar 2009 den australischen Tennisprofi Sam Groth. Sie nahm dessen Namen an und wurde australische Staatsbürgerin. Die Ehe wurde im April 2011 geschieden. Bis zu ihrer Heirat im Oktober 2015 mit dem US-amerikanischen Marinepiloten Adam Wolfe trug sie wieder ihren Mädchennamen Gajdošová. Am 11. November 2017 bekam sie ihr erstes Kind.

## Karriere
Durch einen 6:1, 6:4-Endspielsieg in Guangzhou über Alla Kudrjawzewa aus Russland gewann sie 2010 ihren ersten Einzeltitel auf der WTA Tour. Mit dem Einzug ins Achtelfinale der French Open (4:6, 3:6 gegen die für Kasachstan antretende Jaroslawa Schwedowa) und dem von Wimbledon (4:6, 6:75 gegen Venus Williams) erzielte sie noch im selben Jahr ihr bislang bestes Abschneiden bei einem Grand-Slam-Turnier. Daneben gewann sie im Einzel insgesamt 14 ITF-Titel.
Im Doppel sicherte sie sich 2006 in Stockholm an der Seite Eva Birnerová ihren einzigen WTA-Titel (6:2 im dritten Satz über die zweimaligen Grand-Slam-Siegerinnen Yan Zi und Zheng Jie aus China). Des Weiteren trug sie sich mit wechselnden Partnerinnen zehnmal in die Siegerlisten von ITF-Turnieren ein.
2011 gewann sie das WTA-Turnier in Hobart. Auf dem Weg zu ihrem Finalsieg über Bethanie Mattek-Sands (6:4, 6:3) besiegte sie auch Roberta Vinci und Klára Zakopalová.
2012 konnte sie sich mit guten Ergebnissen im Doppel bei den Grand-Slam-Turnieren in Melbourne und Paris in der Weltrangliste bis auf Position 32 (Bestmarke im August 2012 Platz 31) verbessern. In Wimbledon trat sie nicht an. An der Seite von Vania King erreichte sie zudem das Finale von Stanford, in dem die beiden Marina Eraković und Heather Watson mit 5:7 und 6:7 unterlagen.
Nach dem WTA-Turnier in Miami im März und ihrer glatten Fed-Cup-Niederlage gegen die Schweizerin Romina Oprandi im April hatte Wolfe nur noch einen einzigen Auftritt im Jahr 2013. Sie war am Pfeifferschen Drüsenfieber erkrankt und konnte sieben Monate lang kein Turnier bestreiten. Erst beim Challenger-Turnier in Nanjing Ende Oktober ging sie wieder an den Start; als Qualifikantin erreichte sie dort immerhin das Halbfinale.
Im Juli 2003 spielte sie in Charleroi gegen Belgien erstmals für das slowakische Fed-Cup-Team. Für Australien bestritt sie ab 2011 insgesamt 16 Fed-Cup-Partien; von 13 Einzeln konnte sie sechs gewinnen, die drei Doppel gingen alle verloren.
Mit der Bundesliga-Mannschaft des TC Blau-Weiss Bocholt wurde sie 2010 Deutsche Vizemeisterin.
Im Januar 2017 erklärte sie wegen chronischer Rückenbeschwerden ihre Tenniskarriere für beendet.

## Turniersiege

### Einzel
| Nr. | Datum              | Turnier   | Kategorie         | Belag     | Finalgegnerin         | Ergebnis |
| --- | ------------------ | --------- | ----------------- | --------- | --------------------- | -------- |
| 1.  | 19. September 2010 | Guangzhou | WTA International | Hartplatz | Alla Kudrjawzewa      | 6:1, 6:4 |
| 2.  | 15. Januar 2011    | Hobart    | WTA International | Hartplatz | Bethanie Mattek-Sands | 6:4, 6:3 |

### Doppel
| Nr. | Datum           | Turnier   | Kategorie   | Belag     | Partnerin     | Finalgegnerinnen | Ergebnis      |
| --- | --------------- | --------- | ----------- | --------- | ------------- | ---------------- | ------------- |
| 1.  | 13. August 2006 | Stockholm | WTA Tier IV | Hartplatz | Eva Birnerová | Yan Zi Zheng Jie | 0:6, 6:4, 6:2 |

### Mixed
| Nr. | Datum           | Turnier         | Kategorie  | Belag     | Partner       | Finalgegner                     | Ergebnis |
| --- | --------------- | --------------- | ---------- | --------- | ------------- | ------------------------------- | -------- |
| 1.  | 27. Januar 2013 | Australian Open | Grand Slam | Hartplatz | Matthew Ebden | Lucie Hradecká František Čermák | 6:3, 7:5 |

## Abschneiden bei Grand-Slam-Turnieren

### Einzel
| Turnier         | 2003 | 2004 | 2005 | 2006 | 2007 | 2008 | 2009 | 2010 | 2011 | 2012 | 2013 | 2014 | 2015 | 2016 | Karriere |
| --------------- | ---- | ---- | ---- | ---- | ---- | ---- | ---- | ---- | ---- | ---- | ---- | ---- | ---- | ---- | -------- |
| Australian Open | —    | Q2   | Q1   | 1    | 1    | 1    | 1    | 1    | 1    | 1    | 1    | 1    | 2    | 1    | 2        |
| French Open     | —    | Q1   | Q2   | 2    | 1    | 1    | 3    | AF   | 3    | 2    | —    | Q2   | 1    | —    | AF       |
| Wimbledon       | —    | Q3   | —    | 1    | 2    | Q3   | 2    | AF   | 3    | 1    | —    | 2    | 1    | —    | AF       |
| US Open         | Q3   | Q1   | Q1   | 3    | 1    | Q2   | 1    | 1    | 2    | 1    | —    | 1    | 1    | —    | 3        |

Zeichenerklärung: S = Turniersieg; F, HF, VF, AF = Einzug ins Finale / Halbfinale / Viertelfinale / Achtelfinale; 1, 2, 3 = Ausscheiden in der 1. / 2. / 3. Hauptrunde; Q1, Q2, Q3 = Ausscheiden in der 1. / 2. / 3. Runde der Qualifikation; n. a. = nicht ausgetragen

### Doppel
| Turnier         | 2006 | 2007 | 2008 | 2009 | 2010 | 2011 | 2012 | 2013 | 2014 | 2015 | Karriere |
| --------------- | ---- | ---- | ---- | ---- | ---- | ---- | ---- | ---- | ---- | ---- | -------- |
| Australian Open | —    | 2    | 1    | 1    | 1    | 2    | AF   | 1    | VF   | 2    | VF       |
| French Open     | —    | AF   | —    | 1    | —    | 2    | VF   | —    | 2    | 1    | VF       |
| Wimbledon       | AF   | 2    | —    | 1    | —    | 2    | —    | —    | 2    | AF   | AF       |
| US Open         | 1    | 2    | —    | 1    | 2    | AF   | 2    | —    | AF   | 1    | AF       |

### Mixed
| Turnier         | 2008 | 2009 | 2010 | 2011 | 2012 | 2013 | 2014 | 2015 | Karriere |
| --------------- | ---- | ---- | ---- | ---- | ---- | ---- | ---- | ---- | -------- |
| Australian Open | 1    | AF   | AF   | 1    | VF   | S    | HF   | 1    | S        |
| French Open     | —    | —    | —    | HF   | —    | —    | —    | —    | HF       |
| Wimbledon       | —    | —    | —    | 2    | 2    | —    | —    | AF   | AF       |
| US Open         | —    | —    | —    | VF   | —    | —    | —    | —    | VF       |